# Альрик, Катрин
Катрин Альрик (фр. Catherine Alric; род. 23 марта, 1954, Франция) — французская актриса и писательница, которая опубликовала несколько книг из серии детской литературы.

## Биография
Катрин Альрик родилась 23 марта 1954 года в коммуне Нёйи-сюр-Сен во Франции. Её дебют состоялся на телевидении в 1974 году в фильме «La mort amoureuse». Далее последовали роли в фильмах режиссёра Филиппа де Брока: «Неисправимый», где её партнёром был Жан-Поль Бельмондо, «Жюли — „банный лист“», «Нежный полицейский», а также «Украли бедро Юпитера», в котором её коллегами по съёмочной площадке были Анни Жирардо и Филипп Нуаре. В 1980-х годах Катрин сыграла в фильмах «Нефть! Нефть!» с актёрами Жан-Пьером Марьелем и Бернаром Блие, режиссёром картины был Кристиан Жилен, «Свобода, равенство, шукрут» Жана Янна.
В 1990 году на экраны вышел фильм «Уценённый диван», где партнёрами были Тьерри Лермитт, Пьер Ришар и Клод Риш, а режиссёром являлся Дидье Каминка, который также выступил в этом фильме в качестве актёра. Она также сыграла во многих эпизодах популярного телесериала «Сан-Тропе», исполнив роль Линды. В оригинале название телесериала звучит как «Sous le soleil», что в переводе на русский язык означает «Под солнцем».

## Книги Катрин Альрик
Она также опубликовала несколько книг из серии детской литературы:
- Leur toute première fois, 1988 г.
- Boulette et Marcel à l’Opéra, 1990 г. (ISBN 9782092782255)
- Boulette et Marcel dans la Rivière sacrée, 1991 г. (ISBN 9782092782255)
- Le Grand Cirque au chapiteau doré, 1998 г.
- Rêves d'étoiles в сотрудничестве с Жан-Лу Кретьеном, 2009 г. (ISBN 9782753803855)

## Личная жизнь
Катрин Альрик является сожительницей французского космонавта Жан-Лу Кретьена.

## Избранная фильмография
| Год  |    | Русское название                   | Оригинальное название                 | Роль          |
| ---- | -- | ---------------------------------- | ------------------------------------- | ------------- |
| 1974 | тф | Отряды тигров                      | Les Brigades du Tigre                 | Марта         |
| 1975 | ф  | Неисправимый                       | L'Incorrigible                        | Катрин        |
| 1977 | ф  | Жюли — "банный лист"               | Julie pot de colle                    | медсестра     |
| 1978 | ф  | Нежный полицейский                 | Tendre poulet                         | Кристин Валье |
| 1978 | ф  | Один-два-два                       | One, Two, Two: 122, rue de Provence   | графиня       |
| 1979 | ф  | Гуляка                             | Le Cavaleur                           | Мюрьель Пикош |
| 1979 | ф  | Партнёр                            | L'associé                             | Алиса Дюфорен |
| 1980 | ф  | Украли бедро Юпитера               | On a volé la cuisse de Jupiter        | Аньес Поше    |
| 1981 | ф  | Нефть! Нефть!                      | Pétrole ! Pétrole !                   | Лиза Берьян   |
| 1985 | ф  | Свобода, равенство, шукрут         | Liberté, égalité, choucroute          | Шахерезада    |
| 1989 | ф  | Сцены из жизни                     | Tranches de vie                       |               |
| 1989 | ф  | Аисты — не такие, как о них думают | Les cigognes n'en font qu'à leur tête | психолог      |
| 1989 | тф | Новые приключения Арсена Люпена    | Le Retour d'Arsène Lupin              | Сиззи         |
| 1990 | ф  | Уценённый диван                    | Promotion canapé                      | Мари-Клер     |
| 2006 | тф | Сан-Тропе                          | Sous le soleil                        | Линда         |